# Зал славы ROH
Зал славы ROH (англ. ROH Hall of Fame) — это зал славы, в котором чествуют рестлеров и деятелей рестлинга, созданный и поддерживаемый базирующимся в США национальным рестлинг-промоушеном Ring of Honor.

## История
ROH учредила свой Зал славы 26 января 2022 года в рамках празднования 20-летия промоушена. Они объявили, что четыре участника составят первый класс. Церемония была представлена 5 марта 2022 года на ROH TV.

## Члены

### Индивидуально
| Год  |  | Имя (Настоящее имя)        | Достижения, признанные ROH                                                                            |
| ---- |  | -------------------------- | --- |
| 2022 |  | Брайан Дэниелсон           | Однократный чемпион мира ROH Однократный чистый чемпион ROH Победитель Survival of the Fittest (2004) |
| 2022 |  | Самоа Джо (Нууфолау Шэнуа) | Однократный и самый продолжительный чемпион мира ROH (645 дней) Однократный чистый чемпион ROH        |
| 2022 |  | Си Эм Панк (Филипп Брукс)  | Однократный чемпион мира ROH Двукратный командный чемпион ROH                                         |

### Команды
| Год  | | Команда       | Достижения, признанные ROH |
| ---- | --- | ------------- | --- |
| 2014 | | Братья Бриско | 12-кратные командные чемпионы мира ROH Однократные командные чемпионы IWGP Однократные чемпионы мира шести человек ROH Победители Honor Rumble (2009) |
| 2014 | Джей Бриско (Джамин Пью) — двукратный чемпион мира ROH Марк Бриско (Марк Пью) — победитель Honor Rumble (2013) |               | |

### Награда «Наследие»
| Год  | Имя (Настоящее имя) | Достижения, признанные ROH                                                  |
| ---- | ------------------- | --------------------------------------------------------------------------- |
| 2022 | Кэри Силкин         | Владелец ROH в 2002—2011 годах Работал послом промоушена с 2011 по 2022 год |